# フォックストロット型潜水艦
フォックストロット型潜水艦（フォックストロットがたせんすいかん、Foxtrot-class submarine）は、ソ連 / ロシア海軍の通常動力型潜水艦である。
フォックストロット型はNATOコードネームであり、ソ連海軍の計画名は641型潜水艦（Подводные лодки проекта 641）である。

## 開発
第二次世界大戦後に初めて建造された611型潜水艦は、第二次大戦中に設計されたUボートXXI型を基にしており、能力の旧式化は必至であった。641型潜水艦は、1950年代後半に611型の改良型として開発が開始される。開発を担当したのは、611型と同じくルービン設計局である。設計思想面では前型の運用思想を継承し、遠距離通信能力や機雷敷設能力、対潜水艦戦闘を想定した偵察能力などを重視した一方で、欠陥であった振動問題・船体形状の改善、および可能潜航深度・水中行動力・居住性の向上などが図られている。技術的特徴としては、高出力の大型ソナーや水中聴音器を艦首部に装備し、水中聴音能力の向上を図っているのが見られる。

## 運用
1957年から建造が開始され、合計58隻が竣工した。また、輸出用としても建造が行われ、20隻が竣工した。ロシア海軍では2000年までに全艦が退役したが、一部の国家では現在も運用中である。
艦体が大型化したことで洋上での運用に適した艦となった641型潜水艦だが、洋上での居住性や搭載された兵器管制装置・センサー類には改善の余地があったため、改良型として641B型潜水艦が1971年から建造されることとなった。
1962年10月27日キューバ危機の際、米海軍によるキューバの海上封鎖海域でキューバに向かっていた貨物船を護衛していた「B-59」では、米海軍の爆雷攻撃に対抗して核魚雷を発射すべきか否か艦内で揉め、副艦長ヴァシーリイ・アルヒーポフ（1961年7月4日、原子力潜水艦「K-19」の副艦長として、同艦の原子炉の冷却水漏れ事故を収拾した人物）の反対で発射をとりやめたことが2002年に初めて公になった。このとき世界は核戦争に一番近づいたとされている。

## 運用国
ソビエト連邦海軍
 インド海軍
1967年から1974年に8隻を購入し、カルヴァリ級として運用していた。2010年9月12日をもって全てが退役。退役した7隻のうち1隻が博物館で展示中。
 リビア海軍
1978年から1982年に6隻を購入。うち2隻が現在も在籍するが、2隻とも1984年以降潜航せずに運用されている。
 キューバ海軍
1978年から1983年に6隻を購入したが、全艦既に退役。
 ポーランド海軍
1987年から1988年にソ連海軍から2隻の中古艦（「ヴィルク」「ヂク」）を取得したが、2003年に揃って退役。
 ウクライナ海軍
1997年にロシア海軍のB-435を購入。ザポリージャに改名して編入したが、運用されずに保管・修理を繰り返した後に、2007年に外国への売却が発表された。しかしその後も処遇が二転三転し、ドック入りして修理中だったが、2012年にウクライナ海軍へ再就役したが、2014年クリミア危機でロシア軍がセヴァストポリを占拠と同時にその港に係留されているサポリージャも接収され半ば強引に編入された。

## 同型艦
| ソビエト連邦海軍 / ロシア海軍                                                                     | ソビエト連邦海軍 / ロシア海軍 | ソビエト連邦海軍 / ロシア海軍 | ソビエト連邦海軍 / ロシア海軍 | ソビエト連邦海軍 / ロシア海軍                              |
| 艦番号・艦名                                                                                      | 起工                          | 進水                          | 最後                          | その後                                                     |
| ------------------------------------------------------------------------------------------------- | ----------------------------- | ----------------------------- | ----------------------------- | ---------------------------------------------------------- |
| B-94 / Б-94                                                                                       | 1957年10月3日                 | 1957年12月28日                | 1984年10月1日、退役           | 解体                                                       |
| B-95 / Б-95                                                                                       | 1958年2月2日                  | 1958年4月25日                 | 1980年2月22日、退役           | 解体                                                       |
| B-36 / Б-36                                                                                       | 1958年4月29日                 | 1958年8月31日                 | 1993年8月24日、退役           | 解体                                                       |
| B-37 / Б-36                                                                                       | 1958年7月18日                 | 1958年11月5日                 | 1962年1月11日、沈没           | -                                                          |
| B-133 / Б-133→B-833 / Б-833                                                                       | 1958年9月27日                 | 1959年1月26日                 | 1983年10月1日、退役           | -                                                          |
| B-135 / Б-135                                                                                     | 1958年12月20日                | 1959年3月30日                 | 1977年7月1日、退役            | -                                                          |
| B-139 / Б-139→B-839 / Б-839                                                                       | 1959年2月25日                 | 1959年5月30日                 | 1976年10月1日、退役           | -                                                          |
| B-116 / Б-116                                                                                     | 1959年6月9日                  | 1959年10月10日                | 1994年9月28日、退役           | -                                                          |
| B-130 / Б-130                                                                                     | 1959年8月22日                 | 1959年12月17日                | 1988年10月1日、退役           | -                                                          |
| B-85 / Б-85                                                                                       | 1959年10月1日                 | 1960年3月19日                 | 1990年4月19日、退役           | -                                                          |
| B-59 / Б-59                                                                                       | 1960年2月21日                 | 1960年6月6日                  | 1990年4月19日、退役           | -                                                          |
| B-156 / Б-156                                                                                     | 1960年4月20日                 | 1960年8月2日                  | 1991年4月19日、退役           | -                                                          |
| B-4 / Б-4 チェリャビンスク・コムソモーレツ (Б-4, Челябинский комсомолец)                          | 1960年6月14日                 | 1960年10月3日                 | 1991年6月24日、退役           | -                                                          |
| B-153 / Б-153→B-854 / Б-854                                                                       | 1960年8月6日                  | 1961年1月31日                 | 1991年7月24日、退役           | -                                                          |
| B-164 / Б-164                                                                                     | 1960年10月26日                | -                             | 1992年7月3日、退役            | -                                                          |
| B-33 / Б-33                                                                                       | 1961年2月3日                  | 1961年4月27日                 | 1991年7月24日、退役           | -                                                          |
| B-7 / Б-7                                                                                         | 1961年4月14日                 | 1961年6月29日                 | 1990年4月19日、退役           | -                                                          |
| B-105 / Б-105                                                                                     | 1961年7月1日                  | 1961年10月1日                 | 1993年8月24日、退役           | -                                                          |
| B-169 / Б-169                                                                                     | 1961年8月17日                 | 1961年11月29日                | 1990年4月19日、退役           | -                                                          |
| B-38 / Б-38                                                                                       | 1961年10月30日                | 1962年1月31日                 | 1989年4月25日、退役           | -                                                          |
| B-53 / Б-53→B-853 / Б-853                                                                         | 1962年1月8日                  | 1962年4月12日                 | 1990年4月19日、退役           | -                                                          |
| B-50 / Б-50                                                                                       | 1962年3月7日                  | 1962年6月15日                 | 1992年7月3日、退役            | -                                                          |
| B-8 / Б-8                                                                                         | 1962年5月9日                  | 1962年7月21日                 | 1990年4月19日、退役           | -                                                          |
| B-31 / Б-31                                                                                       | 1962年8月18日                 | 1962年11月3日                 | 1991年6月24日、退役           | -                                                          |
| B-2 / Б-2                                                                                         | 1962年10月28日                | 1963年1月25日                 | 1991年6月24日、退役           | -                                                          |
| B-55 / Б-55→B-855 / Б-855                                                                         | 1963年1月22日                 | 1963年4月5日                  | 1992年7月3日、退役            | -                                                          |
| B-98 / Б-98                                                                                       | 1963年4月4日                  | 1963年6月15日                 | 1987年11月3日、退役           | ポーランドへ売却                                           |
| B-101 / Б-101                                                                                     | 1963年6月19日                 | 1963年8月30日                 | 1993年6月30日、退役           | -                                                          |
| B-6 / Б-6                                                                                         | 1963年8月9日                  | 1963年11月30日                | 1994年8月24日、退役           | -                                                          |
| B-15 / Б-15                                                                                       | 1963年10月10日                | 1964年2月21日                 | 1992年10月29日、退役          | -                                                          |
| B-103 / Б-103                                                                                     | 1963年12月14日                | 1964年4月16日                 | 1991年6月24日、退役           | -                                                          |
| B-109 / Б-109                                                                                     | 1964年2月22日                 | 1964年6月17日                 | 1997年9月28日、退役           | -                                                          |
| B-107 / Б-107→B-807 / Б-807                                                                       | 1964年4月28日                 | 1964年7月25日                 | 1995年8月4日、退役            | 船室のみサンクトペテルブルクに展示                         |
| B-112 / Б-112                                                                                     | 1964年6月19日                 | 1964年10月27日                | 1990年4月19日、退役           | -                                                          |
| B-25 / Б-25                                                                                       | 1964年8月26日                 | 1964年12月22日                | 1992年7月3日、退役            | -                                                          |
| B-21 / Б-21→B-821 / Б-821 ルブリャンスク・コムソモーレツ (Брянский Комсомолец)                    | 1964年12月29日                | 1965年2月16日                 | 1995年7月3日、退役            | 博物館船としてベルギーで展示 2019年、解体                  |
| B-9 / Б-9                                                                                         | 1964年12月26日                | 1965年3月31日                 | 1997年7月17日、退役           | -                                                          |
| B-26 / Б-26→B-826 / Б-826 ヤロスラフスキ・コムソモーレツ (Ярославский комсомолец)                 | 1965年5月6日                  | 1965年8月10日                 | 1991年6月24日、退役           | 2003年、解体                                               |
| B-28 / Б-28                                                                                       | 1965年5月24日                 | 1965年8月10日                 | 1993年6月30日、退役           | -                                                          |
| B-34 / Б-34                                                                                       | 1965年8月13日                 | 1965年11月16日                | 1991年6月24日、退役           | -                                                          |
| B-40 / Б-40                                                                                       | 1965年9月24日                 | 1965年11月16日                | 1993年6月30日、退役           | 1998年、解体                                               |
| B-29 / Б-29                                                                                       | 1966年3月25日                 | 1966年5月20日                 | 1988年12月6日、退役           | ポーランドへ売却                                           |
| B-41 / Б-41                                                                                       | 1966年4月7日                  | 1966年5月20日                 | 1993年8月24日、退役           | -                                                          |
| B-46 / Б-46                                                                                       | 1966年8月13日                 | 1966年12月24日                | 1993年6月30日、退役           | -                                                          |
| B-49 / Б-49                                                                                       | 1966年10月12日                | 1967年4月15日                 | 1993年12月31日、退役          | 売却後、イギリスで博物館船として公開 (- 2003)              |
| B-39 / Б-39                                                                                       | 1967年2月9日                  | 1967年4月15日                 | 1994年4月1日、退役            | 売却後、アメリカで博物館船として公開 (- 2021) 2022年、解体 |
| B-51 / Б-51                                                                                       | 1967年2月9日                  | -                             | -                             | インドに売却                                               |
| B-397 / Б-397                                                                                     | 1967年5月7日                  | 1967年8月22日                 | 1993年6月30日、退役           | -                                                          |
| B-400 / Б-400                                                                                     | 1967年5月29日                 | 1967年8月22日                 | 1991年9月24日、退役           | -                                                          |
| B-413 / Б-413                                                                                     | 1968年6月28日                 | 1968年10月7日                 | 1999年、退役                  | 博物館船としてカリーニングラードで展示                     |
| B-416 / Б-416                                                                                     | 1968年7月18日                 | 1969年2月25日                 | 1992年7月3日、退役            | -                                                          |
| B-205 / Б-205                                                                                     | 1969年6月17日                 | 1969年8月29日                 | 1996年1月31日、退役           | -                                                          |
| B-213 / Б-213                                                                                     | 1969年10月1日                 | 1970年1月20日                 | 1993年6月30日、退役           | -                                                          |
| B-435 / Б-435                                                                                     | 1970年3月24日                 | 1970年5月29日                 | 1997年、退役                  | ウクライナへ譲渡                                           |
| B-440 / Б-440                                                                                     | 1970年6月1日                  | 1970年9月16日                 | 1998年、退役                  | 博物館船としてヴィテグラで展示                             |
| B-409 / Б-409                                                                                     | 1970年12月18日                | 1971年3月2日                  | 1993年6月30日、退役           | -                                                          |
| B-427 / Б-427                                                                                     | 1971年3月24日                 | 1971年5月29日                 | 1994年4月28日、退役           | 売却後、アメリカで博物館船として公開 (- 2016)              |
| B-401 / Б-401 B-402 / Б-402 B-405 / Б-405 B-456 / Б-456 B-464 / Б-464 B-470 / Б-470 B-522 / Б-522 | -                             | -                             | -                             | インドに売却                                               |
| B-311 / Б-311 B-330 / Б-330 B-533 / Б-533 B-587 / Б-587 B-588 / Б-588 B-590 / Б-590               | -                             | -                             | -                             | リビアに売却                                               |
| B-309 / Б-309 B-510 / Б-510 B-586 / Б-586                                                         | -                             | -                             | -                             | キューバに売却                                             |

### ロシア国外
| ポーランド海軍                    | ポーランド海軍 | ポーランド海軍 | ポーランド海軍                       |
| 艦名                              | 就役           | 退役           | その後                               |
| --------------------------------- | -------------- | -------------- | ------------------------------------ |
| ヴィルク(ORP Wilk, 292)           | 1987年11月3日  | 2003年10月10日 | 2005年4月、解体                      |
| ヂク (ORP DziK, 293)              | 1988年12月7日  | 2003年11月7日  | 2005年4月、解体 セイルのみ保存・展示 |
| インド海軍（カルヴァリ級）        |                |                |                                      |
| 艦名                              | 就役           | 退役           | その後                               |
| カルヴァリ(INS Kalvari, S23)      | 1967年4月15日  | 1996年5月31日  | セイルのみ保存・展示                 |
| カンデリ(INS Khanderi, S22)       | 1968年12月6日  | 1989年10月18日 | セイルのみ保存・展示                 |
| カランジ(INS Karanj, S21)         | 1969年9月4日   | 2003年8月1日   | -                                    |
| クルスラ(INS Kursura, S20)        | 1969年12月18日 | 2001年2月27日  | 博物館船                             |
| ヴァギル(INS Vagir, S41)          | 1973年11月3日  | 2001年6月7日   | -                                    |
| ヴァグシーア(INS Vasheer, S43)    | 1974年12月26日 | 1997年4月30日  | -                                    |
| ヴェラ(INS Vela, S40)             | 1973年8月31日  | 2010年6月25日  | -                                    |
| ヴァグリ(INS Vagli, S42)          | 1973年4月19日  | 2010年12月9日  | -                                    |
| ウクライナ海軍                    |                |                |                                      |
| 艦名                              | 就役           | 退役           | その後                               |
| ザポリージャ (U-01 Запорі́жжя)     | 1997年5月28日  | -              | 2014年、ロシアに接収                 |
| リビア海軍                        |                |                |                                      |
| 艦名                              | 就役           | 退役           | その後                               |
| アル・カイバル (S315, Al-Khyber)  | -              | -              | -                                    |
| アル・フナイン (S316, Al-Hunain)  | -              | -              | -                                    |
| アル・マトレガ (S314, Al-Matrage) | -              | -              | -                                    |
| アル・ファタハ (S312, Al-Fatah)   | -              | -              | -                                    |
| アル・アハド (S313, Al-Ahad)      | -              | -              | -                                    |
| アル・バドル (Al-Badr)            | -              | -              | -                                    |
| キューバ海軍                      |                |                |                                      |
| 艦名                              | 就役           | 退役           | その後                               |
| S725                              | -              | -              | -                                    |
| S727                              | -              | -              | -                                    |
| S729                              | -              | -              | -                                    |

## 現存艦
- B-49（英語版）- 退役後、民間に売却されイギリスで観光施設「U-475 ブラックウィドウ」として公開されていた。2003年閉鎖後、船体はケント州ストルード（英語版）のメドウェイ川（北緯51度23分43.7秒 東経0度30分12.9秒 / 北緯51.395472度 東経0.503583度[注 2]）に停泊している。
- B-413（ロシア語版）- 記念艦としてロシア、カリーニングラードで展示。
- B-427（英語版）- 退役後、民間に売却されアメリカ合衆国カリフォルニア州ロングビーチ (北緯33度45分11.8秒 西経118度11分29秒 / 北緯33.753278度 西経118.19139度) で観光施設「B-427 スコーピオン」として展示されていたが、老朽化により2015年に閉鎖[2]。管理会社の経営破綻後、所有権不明となり、現在も同地に遺棄された状態となっている[3]。
- B-440（ロシア語版）- 記念艦としてロシア、ヴォログダ州ヴィテグラ（英語版）のヴォルガ・バルト水路で展示。
- クルスラ（英語版） - 記念艦としてヴィシャーカパトナムで展示。
- B-107 (B-807) - 船室部分がサンクトペテルブルクのロシア潜水艦博物館（ロシア語版）で展示。
- 「ヂク」- セイル（英語版）部分がグディニャ海軍博物館（ポーランド語版）で展示。
- 「カルヴァリ（英語版）」「カンデリ（英語版）」- セイル部分のみ保存

## 登場作品
- 『シークエスト』：環境テロリストが捕鯨船を撃沈するのに使用。
- 『スターゲイトSG-1』
- 『バミューダ・トライアングル』：バミューダ海域の調査船として登場。
- 『メイポート沖の待ち伏せ』上下（新潮文庫）：P.T. デューターマン作の小説。